# Помийниця
Поми́йниця (інша назва — Сокирниця) — річка в Україні, у межах Хустського району Закарпатської області. Права притока Тиси.

## Опис
Довжина річки 27 км, площа басейну 121 км². Долина V-подібна, нижче — трапецієподібна; завширшки до 2,2 км. Річище слабозвивисте, завширшки від 3—5 до 15 м (у пониззі), у нижній течії місцями каналізоване. Похил річки 6,9 м/км. Бувають повені, іноді руйнівні.

## Розташування
Річка утворюється злиттям потоків Лазки і Соляниці біля с. Олександрівка. Тече спочатку на південь і південний захід серед пагорбів Верхньотисинської улоговини, перетинає село Новобарово, потім виходить у долину Тиси і тече на захід та (у пригирловій частині) північний захід через село Сокирниця. Впадає Тиси на південь від с. Бронява.
На деяких картах позначена як притока Байлової
Притоки: невеликі потічки.